# Alchemilla zmudae
Alchemilla zmudae é uma espécie de rosácea do gênero Alchemilla, pertencente à família Rosaceae.